# Plagithmysus speculifer
Plagithmysus speculifer är en skalbaggsart som beskrevs av Sharp 1896. Plagithmysus speculifer ingår i släktet Plagithmysus och familjen långhorningar. Inga underarter finns listade i Catalogue of Life.